# Послання Юди

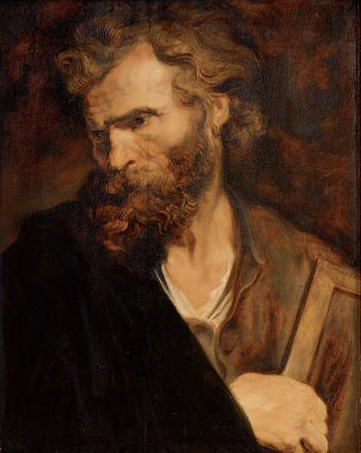
Апостол Юда Тадей (Антоніс ван Дейк)

Послання апостола Юди — одна з книг Нового Заповіту. Це послання — одне з найкоротших книг Нового Завіту, складається всього з одного розділу.

## Авторство та адресанти
Юда (Тадей) рідний брат Якова Молодшого й родич Ісуса Христа, написав короткого листа, в якому застерігає вірних від розбещених та гордих проповідників і заохочує їх до постійності та тривалого доброчинства.
Сам автор називає себе у першому рядку: "Юда, раб Ісуса Христа, а брат Якова,.. " (Юд. 1:1)
Воно адресоване до християн з юдеїв і перекликається з другим посланням Петра. Точне датування послання невідоме, найімовірнішим часом написання вважаються 62-70 роки.

## Основні теми
Головною темою послання є застереження проти лжевчителів. Послання звернене до християн з юдеїв і містить численні приклади зі Старого Завіту.
- Вітання Юд. 1:1-2
- Проти лжевчителів Юд. 1:3-7
- Їхня гординя і розбещеність Юд. 1:8-16
- Пересторога Юд. 1:17-25